# Гокен
Гокен (яп. 五剣山), также известная как Якури (яп. 八栗山) — гора в Японии, рядом с городом Такамацу (остров Сикоку, префектура Кагава). Высота — 375 метров. Гора известна, как «гора пяти мечей».
На горе расположен храм Якури-дзи, один из 88 храмов паломничества Сикоку. В Буддизме гора считается священным местом. На гору ведет линия фуникулёра Якури.

## Галерея

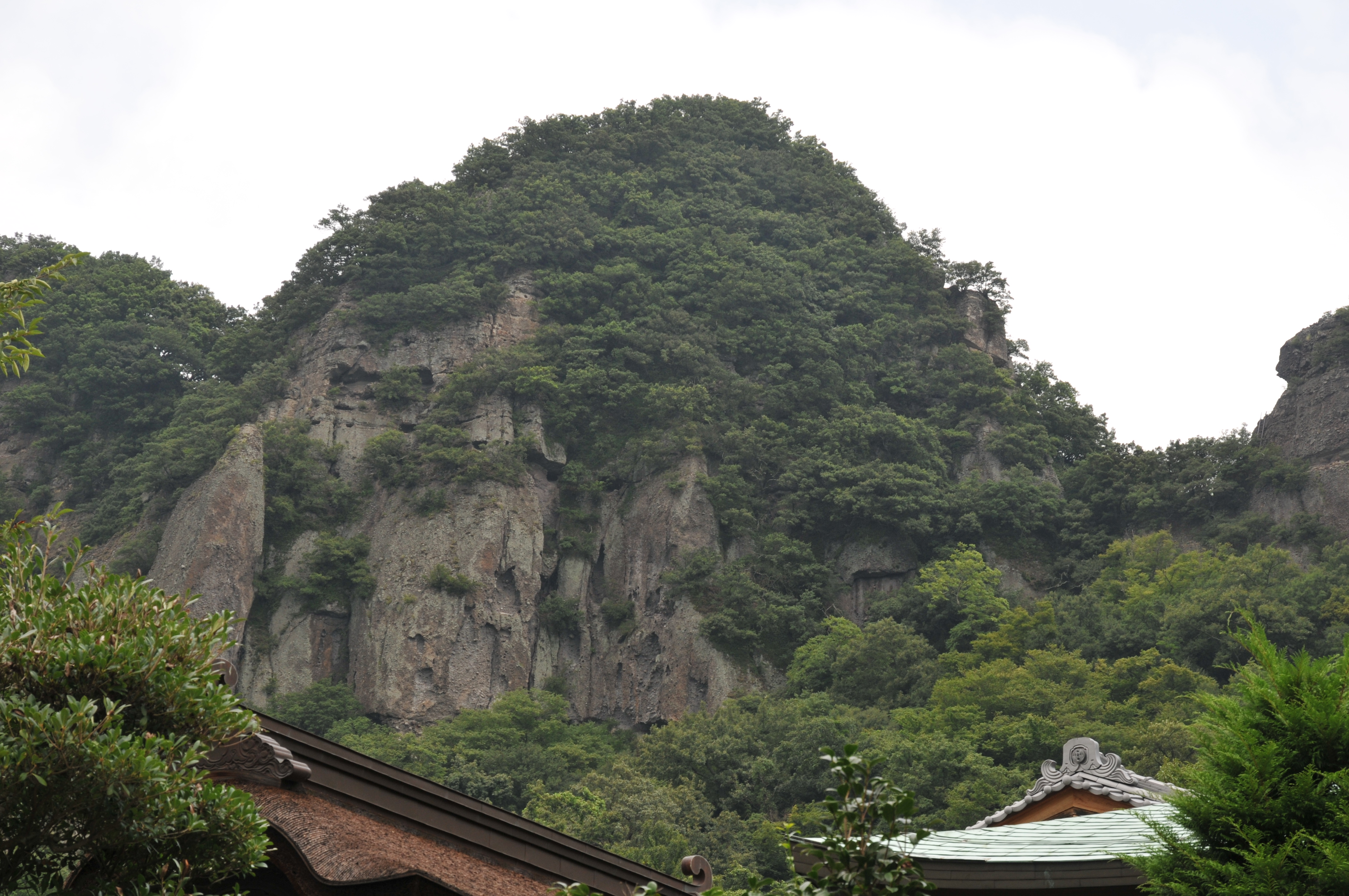
Вершина
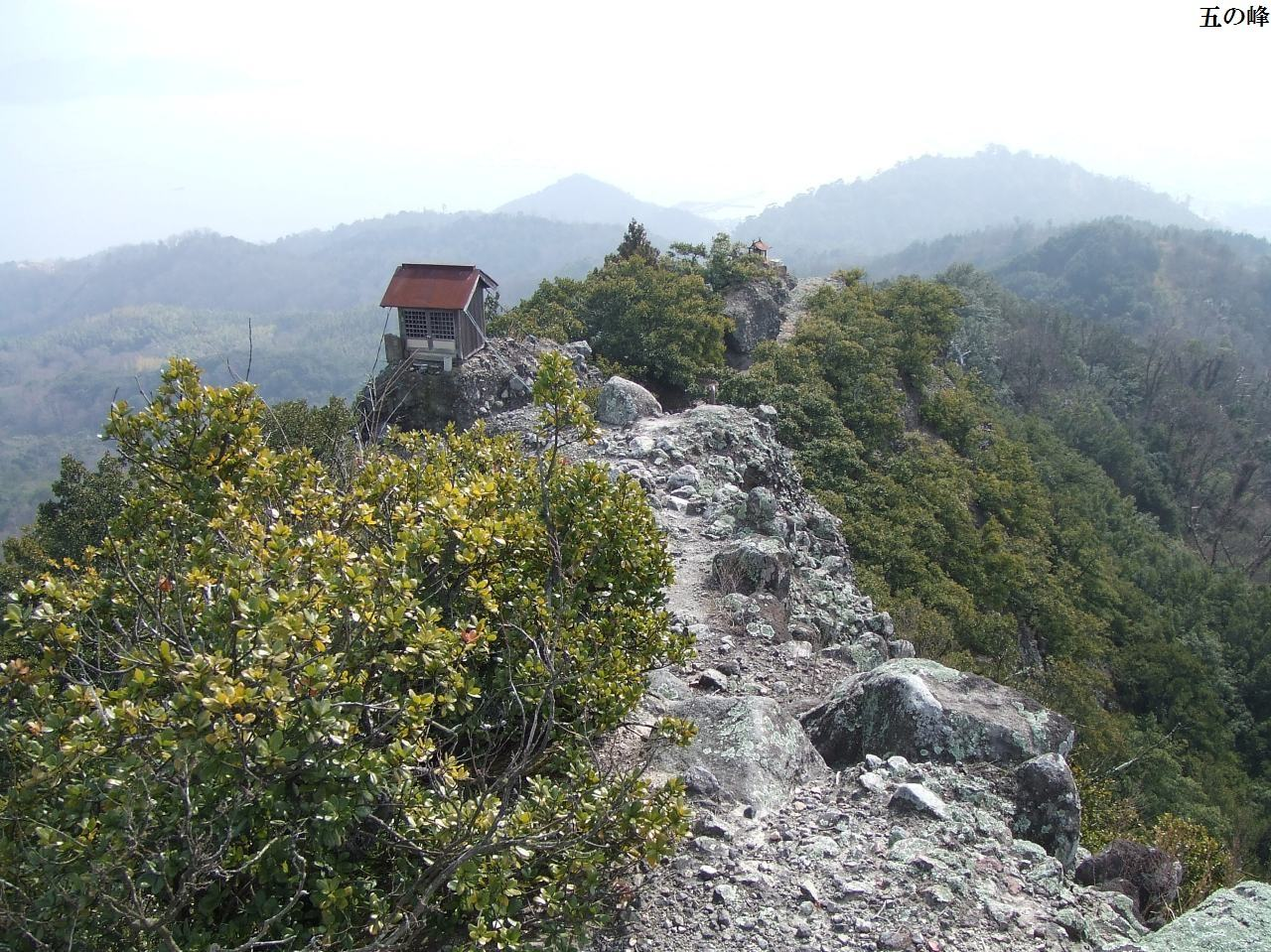
Вид с горы
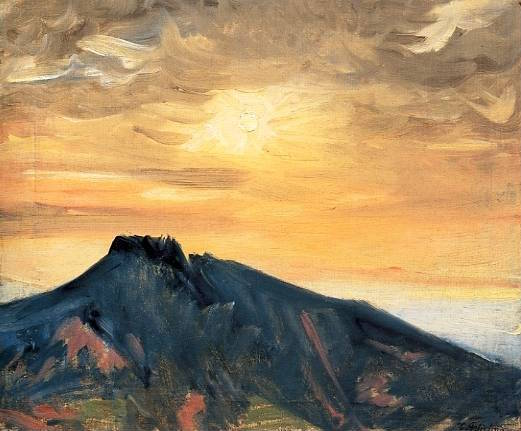
"Восход солнца над горой Гокен", картина художника Фудзисимы Такедзи (яп. 藤島 武二) из коллекции музея Кагавы